# Бегун лазурный
Бегун лазурный (лат. Ophonus azureus) — вид жуков-жужелиц из подсемейства харпалин.

## Распространение и места обитания
Жуки населяют открытые пространства с засушливой и хорошо высушенной известковой почвой, на высоте до 2600 метров над уровнем моря. Этот вид обитает в Европе, Азии и северо-западной Африке.

## Описание
Длина тела жуков 7—9 мм. Тело удлинённо-овальное, волосистое; сверху синее или, реже, зелёное. Усики и ноги красные или рыжие. Голова, переднеспинка и надкрылья пунктированы.

## Экология
Жуки населяют степи, обитают под камнями на берегах водоёмов (например, рек), а также на лугах, полях. Являются хищниками, также питаются и растительной пищей и калом.

## Синонимы
В синонимику вида входят следующие биномены:
- Harpalus azureus Dejean[5]
- Harpalus chlorophanus Sturm[5]
- Carabus azureus Fabricius[5]
- Ophonus koniensis Schauberger, 1927[3]
- Ophonus chlorophonus Panzer, 1801[3]
- Ophonus cyanescens D. Torre, 1889[3]
- Ophonus chlorescens D. Torre, 1877[3]
- Ophonus chlorescens bohemicus Roubal 1917[3]
- Ophonus chlorescens ruficrus Ménétriès, 1832[3]
- Ophonus chlorescens agnatus Chaudoir, 1846[3]
- Ophonus chlorescens acracyaneus Chaudoir, 1927[3]
- Ophonus chlorescens cyaneus Ballion, 1878[3]
- Ophonus chlorescens similis Dejean, 1829[3]
- Ophonus chlorescens supremus Schauberger, 1926 (Junk, 1950)[3]

## Галерея

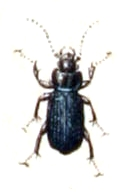
Иллюстрация
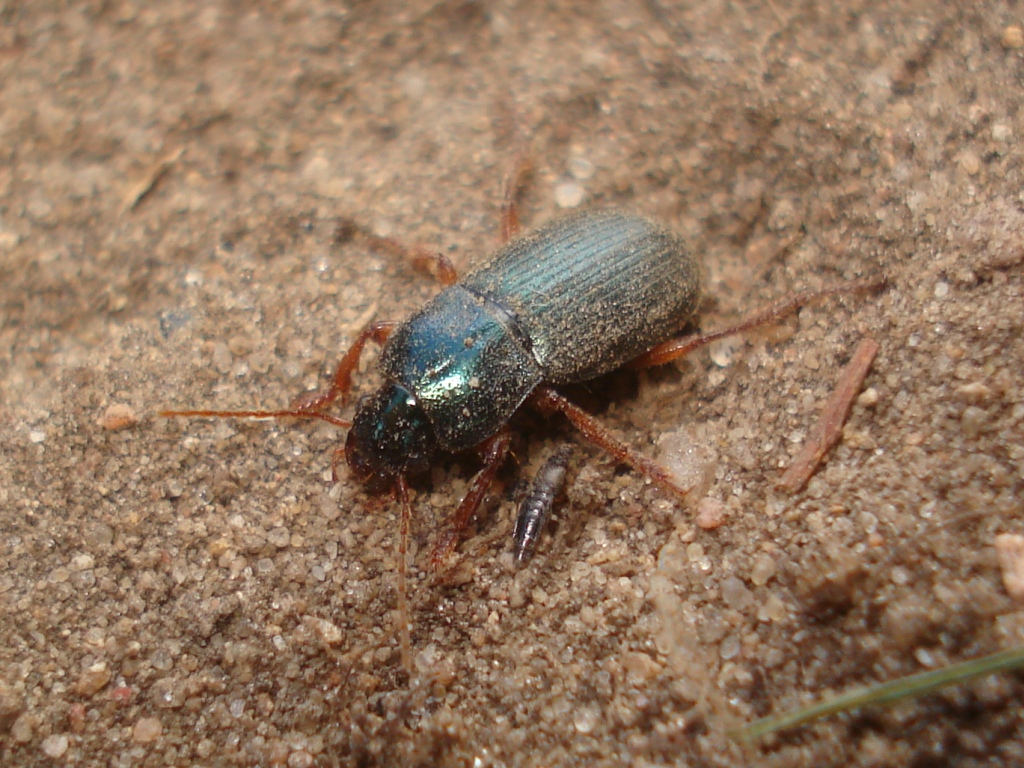
Найден в Резекне (Латвия) в 2009 г.